# 青森県の市町村歌一覧
青森県の市町村歌一覧（あおもりけんのしちょうそんかいちらん）は、日本の青森県に属する市町村で制定されている、もしくは過去に制定されていた市町村歌などの自治体歌やそれに準じた楽曲の一覧である。なお、一覧の順序は全国地方公共団体コード順による。

## 概説
青森市や八戸市では戦前から市歌が制定されていたが、両市とも1990年代以降に代替わりし現在は共に3代目となっている。平成の大合併後はむつ市が2代目の市歌を制定し、つがる市と平川市も合併10周年に当たる2015年（平成27年）に新市歌を制定したが五所川原市と十和田市では後継の市歌を制定する動きが見られない。弘前市は正式な市歌を制定していないが、市民の間で慣例的に歌われて来た楽曲が存在しており新設合併後も引き続き「市の推奨歌」とされている。
町村部では町民・村民音頭のみを作成している自治体が多いが、田舎館村が2015年（平成27年）に合併60周年を記念して新たに村歌を制定した。

## 市部
青森市
- 大きな朝に[1] - 2005年（平成17年）12月26日制定

作詞：篠崎淳之介 作曲：川崎祥悦
3代目（新設合併後の青森市としては初代）の市歌である。
弘前市
- 弘前市民の歌 - 1956年（昭和31年）制定[2]

作詞：吉尾栄一 作曲：高橋伸明
制定主体は「藩祖為信公350年祭協賛会」であり、著作権が市に帰属していないため「事実上の市歌」とされているが岩木町・相馬村との新設合併後も「推奨歌」とする方針が合併後に確認された。
八戸市
- 新・八戸市民の歌 〜新しい風〜[3] - 1999年（平成11年）制定

作詞：左舘秀之助 作曲：最上哲三
3代目の市歌である。南郷村を編入合併した際も継承が確認された。
黒石市
- 黒石市民の歌[4] - 1983年（昭和58年）1月1日制定

作詞：村上青村 作曲：西谷英則
五所川原市
- 世紀の花を咲かそうよ - 1969年（昭和44年）11月制定[5]

作詞：五所川原市民歌制定委員会 作曲：上原賢六
新設合併前の（旧）五所川原市の市歌である。五所川原地域合併協議会では市歌の扱いについて特に取り決めが行われていないため、現在の地位は不明確である。
十和田市
- 十和田市民の歌 -花がみどりが- - 1975年（昭和50年）制定[6]

作詞：岡本班良 作曲：本間雅夫
新設合併前の（旧）十和田市の2代目の市歌である。十和田市・十和田湖町合併協議会では市歌の扱いについて特に取り決めが行われていないため、現在の地位は不明確である。
三沢市
- 三沢市民の歌[7] - 1968年（昭和43年）10月23日制定

作詞：川原芳雄 作曲：清野健
むつ市
- むつ市民歌[8] - 2013年（平成25年）9月1日制定

作詞：森田文人 作曲：齋藤容子 編曲：横山裕美子
2代目（新設合併後のむつ市としては初代）の市歌である。
つがる市
- つがる市民の歌[9] - 2016年（平成28年）2月制定

作詞：井本仁江 補作：槙映二 作曲：池田八声 編曲：山田恵範
合併10周年記念。
平川市
- あなたへの招待状 〜 平川より[10] - 2016年（平成28年）1月1日制定

作詞：竹田圭子 補作：吉田象 作曲：鈴木キサブロー　編曲：佐孝康夫
合併10周年記念。

## 町村部
東津軽郡平内町
- 平内町民歌

東津軽郡今別町
- （不明）

東津軽郡蓬田村
- 蓬田音頭

作詞：吉田桃里 作曲：清野健
東津軽郡外ヶ浜町
- 外ヶ浜音頭

西津軽郡鰺ヶ沢町
- 鰺ヶ沢町民歌[11] - 1979年（昭和54年）4月1日制定

作詞：鎌田純一 作曲：小倉尚継
西津軽郡深浦町
- 深浦讃歌 海の風韻 - 1985年（昭和60年）7月29日制定

作詞：福井緑 作曲：本間雅夫
新設合併前の（旧）深浦町の町歌である。岩崎村との合併協議では新設合併後の町歌については「新町において必要に応じ新たに定める」との申し合わせが行われているが、実現していないため旧町村の歌がそれぞれ「地域の歌」として継承されている。
中津軽郡西目屋村
- （不明）

南津軽郡藤崎町
- （不明）

南津軽郡大鰐町
- （不明）

南津軽郡田舎館村
- 田舎館村民歌[13] - 2015年（平成27年）4月1日制定

作詞：保岡直樹 補作：田舎館村民歌制定委員会 補作・作曲：安達弘潮
合併60周年記念。
北津軽郡板柳町
- 知恵と大和[14] - 1975年（昭和50年）11月1日制定

作詞：横山武夫 作曲：木村繁
北津軽郡鶴田町
- 鶴田町民歌

北津軽郡中泊町
- （不明）

上北郡野辺地町
- 野辺地町民歌[15]

作詞：横浜正大 作曲：清野健、中村卓三

上北郡七戸町
- （不明）

七戸町・天間林村合併協議会では、新設合併後の町歌の制定については特に取り決めが実施されなかった。
上北郡六戸町
- 六戸町民歌

作詞：石本美由起 作曲：山路進一
上北郡横浜町
- 横浜町民歌 - 1969年（昭和44年）制定[16]

上北郡東北町
- 東北町・町民の歌 - 2006年（平成18年）1月5日制定[17]

作詞・作曲：いしだただし
2代目（新設合併後の東北町としては初代）の町歌である。
上北郡六ヶ所村
- 六ヶ所音頭

上北郡おいらせ町
- おいらせ音頭[18] - 2012年（平成24年）6月発表

作詞：永井八郎 作曲：奥平純代
下北郡大間町
- （不明）

下北郡東通村
- 東通村民歌[19] - 1990年（平成2年）1月1日制定

作詞：山辺奨二郎 作曲：陸奥明
下北郡風間浦村
- 風間浦村民歌

作詞：横山あきら 作曲：板谷隆
下北郡佐井村
- （不明）

三戸郡三戸町
- 三戸町民歌

作詞：河西新太郎 作曲：千葉了道
三戸郡五戸町
- 五戸 大好きな町

作詞・作曲：小倉尚継
三戸郡田子町
- わがふるさと[20] - 1983年（昭和58年）11月制定

作詞：西村務 作曲：相馬光夫 編曲：一戸民子
町民憲章制定を記念し「田子町民憲章ふるさと賛歌」として制定された。
三戸郡南部町
- （未制定）

名川・南部・福地合併協議会では、新設合併後の町歌の制定については特に取り決めが実施されなかった。
三戸郡階上町
- 光のふるさと[21] - 1977年（昭和52年）11月8日制定

作詞：山川啓介 作曲：小谷充
三戸郡新郷村
- 新郷小唄

作詞・作曲：新郷村観光協会

## 廃止された市町村歌
青森市
- 青森市民歌（初代） - 1933年（昭和8年）制定[22]

作詞：岩村芳麿 作曲：古関裕而
初代の市歌である。
- 青森市民歌（2代目）[23] - 1957年（昭和32年）発表、1972年（昭和47年）7月26日制定

作詞：横山武夫 作曲：木村繁
2代目の市歌である。
八戸市
- 八戸市民歌 - 1934年（昭和9年）5月1日制定

作詞：神田重雄
初代の市歌である。当時の市長が自ら作詞した。
- 八戸市民の歌 - 1964年（昭和39年）制定

作詞：法師浜桜白 作曲：古賀政男
新産業都市指定記念。2代目の市歌である。
むつ市
- むつ市民歌（旧） - 1960年（昭和35年）11月1日制定

作詞：高槻薫 作曲：陸奥明
初代（新設合併前の旧市）の市歌である。
三本木市
- 三本木市民歌 - 1956年（昭和31年）9月5日制定

作詞：吉尾栄一 作曲：陸奥明
新設合併前の（旧）十和田市の初代市歌である（三本木市は制定当年に「十和田市」へ改称された）。
下北郡東北町
- 東北町民の歌 - 1966年（昭和41年）8月26日制定[24]

作詞：乗田まさみ 作曲：陸奥明
新設合併前の（旧）東北町の町歌である。